# 皮克青春

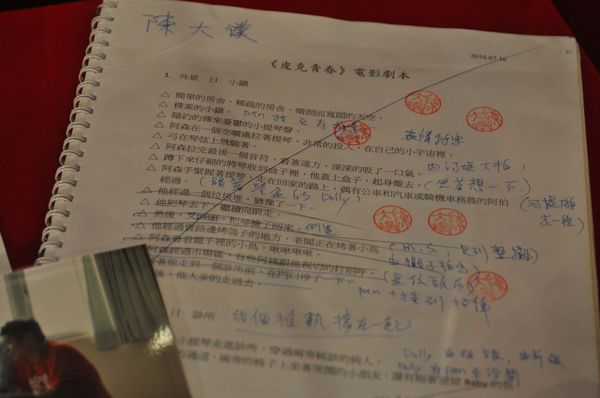
《皮克青春》劇本

《皮克青春》，陳大璞導演，蔡宗翰編劇，曾宇謙、張克帆、高慧君、石峰、王滿嬌等人主演。曾入圍上海電影節亞洲新人導演獎。由中影公司投資出品。

## 外部連結
- 皮克青春官方網站 （页面存档备份，存于）
- 《皮克青春》的Facebook專頁
- Yahoo奇摩電影上《皮克青春》的資料（繁體中文）
- 開眼電影網上《皮克青春》的資料（繁體中文）
- 香港影庫上《皮克青春》的資料（繁體中文）
- 时光网上《皮克青春》的資料（简体中文）
- 豆瓣电影上《皮克青春》的資料 （简体中文）
- 互联网电影数据库（IMDb）上《皮克青春》的资料（英文）